# Wojciech Borzuchowski
Wojciech Borzuchowski (ur. 10 listopada 1961 w Wysokiem Mazowieckiem) – polski polityk, samorządowiec, przedsiębiorca, poseł na Sejm IV kadencji.

## Życiorys
Ukończył studia na Wydziale Budownictwa Politechniki Białostockiej. Prowadził prywatną działalność gospodarczą (w tym Zakład Realizacji Inwestycji „Dromobud”). W latach 1999–2004 pełnił funkcję wicestarosty powiatu zambrowskiego. W 2004 objął mandat posła IV kadencji z okręgu białostockiego z listy Prawa i Sprawiedliwości (w miejsce wybranego do Parlamentu Europejskiego Michała Kamińskiego). Nie został umieszczony na liście wyborczej w wyborach parlamentarnych w 2005. Rok później został ponownie radnym powiatu. W 2007 z ramienia Polskiego Stronnictwa Ludowego w przedterminowych wyborach wojewódzkich uzyskał mandat w sejmiku podlaskim (który sprawował do 2010). W 2017 został dyrektorem oddziału Generalnej Dyrekcji Dróg Krajowych i Autostrad w Białymstoku, pełnił tę funkcję do 2022. Został potem dyrektorem Zarządu Dróg Powiatowych w Łomży. W wyborach samorządowych w 2024 wystartował do sejmiku z ramienia Trzeciej Drogi.